# Gole del Salinello
Le Gole del Salinello sono delle gole, situate in provincia di Teramo, in Abruzzo, nel territorio del massiccio dei Monti Gemelli, scavate dal fiume Salinello, rappresentando tra i maggiori esempi di erosione dell'appennino centrale. A tutela di queste gole è stata istituita la Riserva regionale Gole del Salinello.

## Geografia

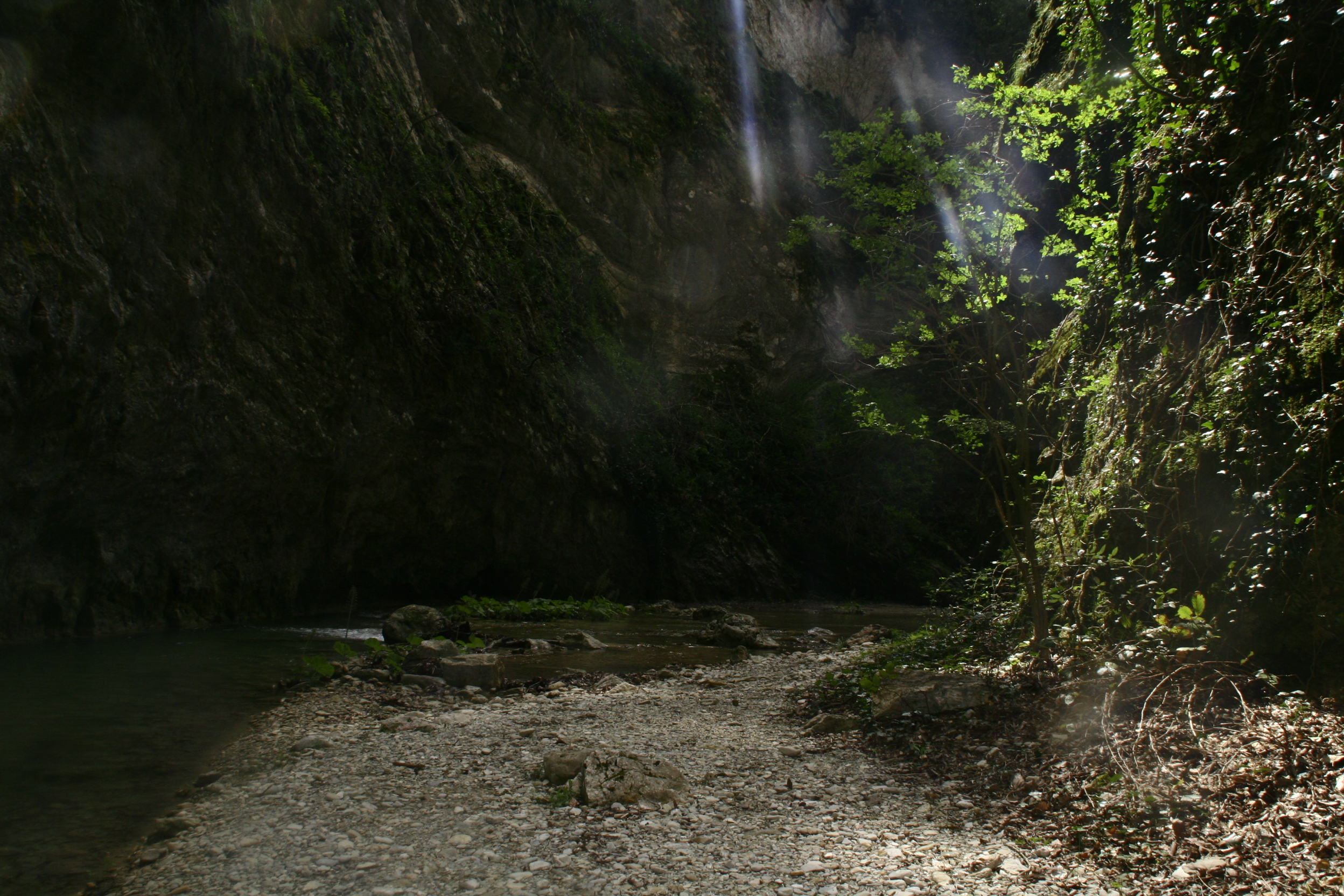
Interno delle Gole

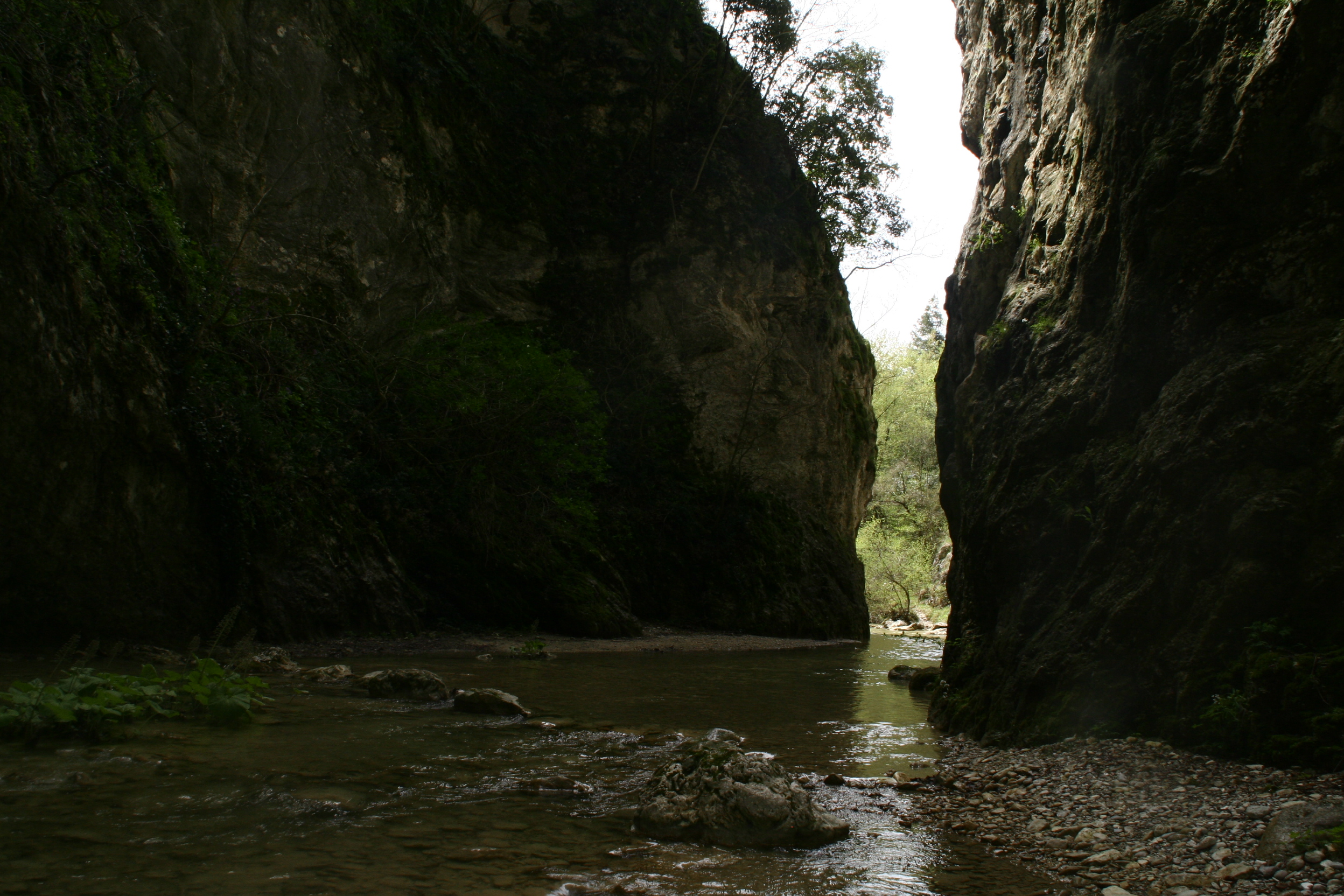
Interno delle Gole

Le gole del Salinello sono un enorme canyon scavato dall'acqua del fiume omonimo tra i Monti Gemelli, il Foltrone (1720 m) e il Girella (1814 m), la cima principale del massiccio . Sul territorio sono presenti grotte di origine carsica. Il percorso del Salinello è affiancato dai depositi di scarpata composti di calcari marnosi micritici.

## Ambiente

### La Riserva
La riserva naturale Gole del Salinello è un'area naturale protetta situata nella Provincia di Teramo, all'interno del Parco nazionale del Gran Sasso e Monti della Laga (Monti Gemelli), a tutela dell'habitat delle gole create dal fiume Salinello.

## Luoghi d'interesse
Nella parte più stretta le pareti di roccia, alte fino a duecento metri, si tuffano perpendicolarmente nel fiume.
Molti turisti, nel periodo estivo, approfittano per fare il bagno nelle fresche acque del fiume, che nella bella stagione non superano i 16 gradi. Sulle pareti rocciose sono presenti degli eremi rupestri, ossia delle grotte dove un tempo vivevano gli eremiti.

### Grotta Sant'Angelo o di san Michele Arcangelo
La grotta più nota ed estesa è profonda 30 m e larga 10 m, in alcuni punti raggiunge un'altezza di 30 m. utilizzata fin dal Paleolitico, è stata oggetto di scavi archeologici che hanno portato alla luce reperti databili fino al 6000 a.C.
I culti pagani hanno caratterizzato il luogo per secoli, fino all'identificazione della grotta con il culto cattolico risalente a prima del 1236, quando venne costruito l'altare dedicato all'Arcangelo Michele.

### Eremo di Santa Maria Scalena ed Eremo di San Francesco alle Scalelle
Di difficile accesso quello di Santa Maria Scalena, sono più facili da raggiungere i resti dell'Eremo di San Francesco alle Scalelle.

## Galleria d'immagini

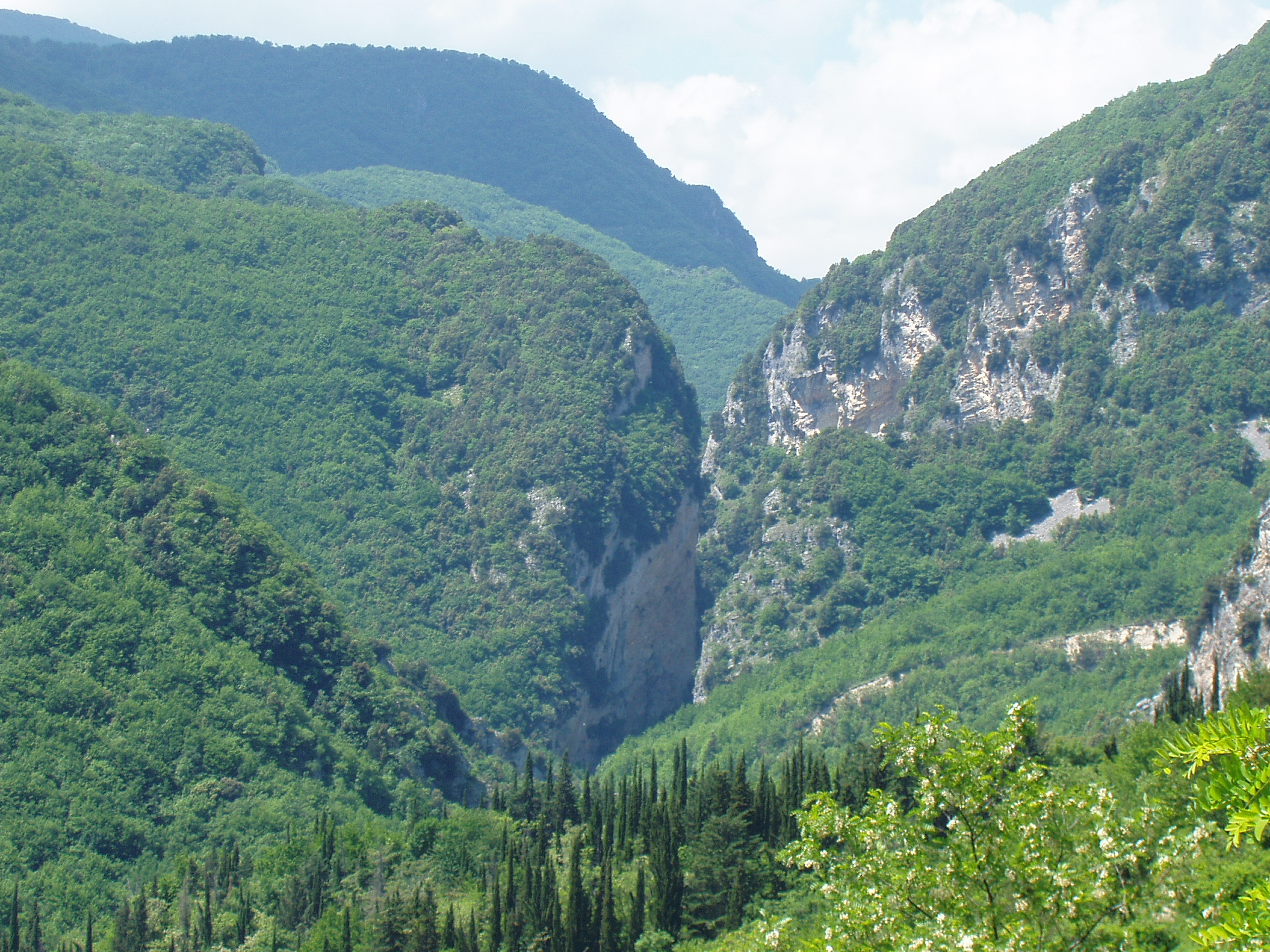
Vista della spaccatura delle Gole tra i Monti Gemelli
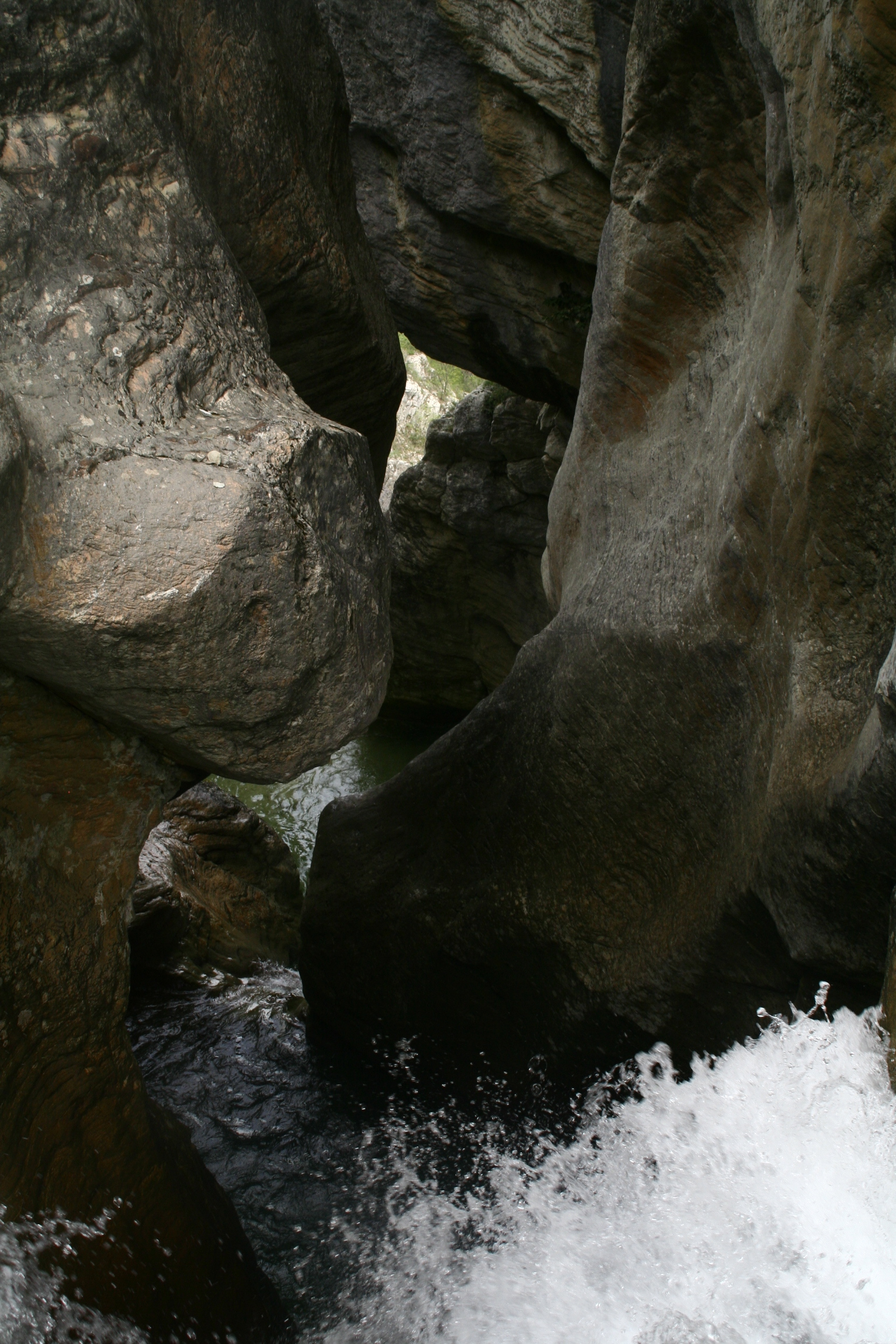
Cascata (dall'alto)
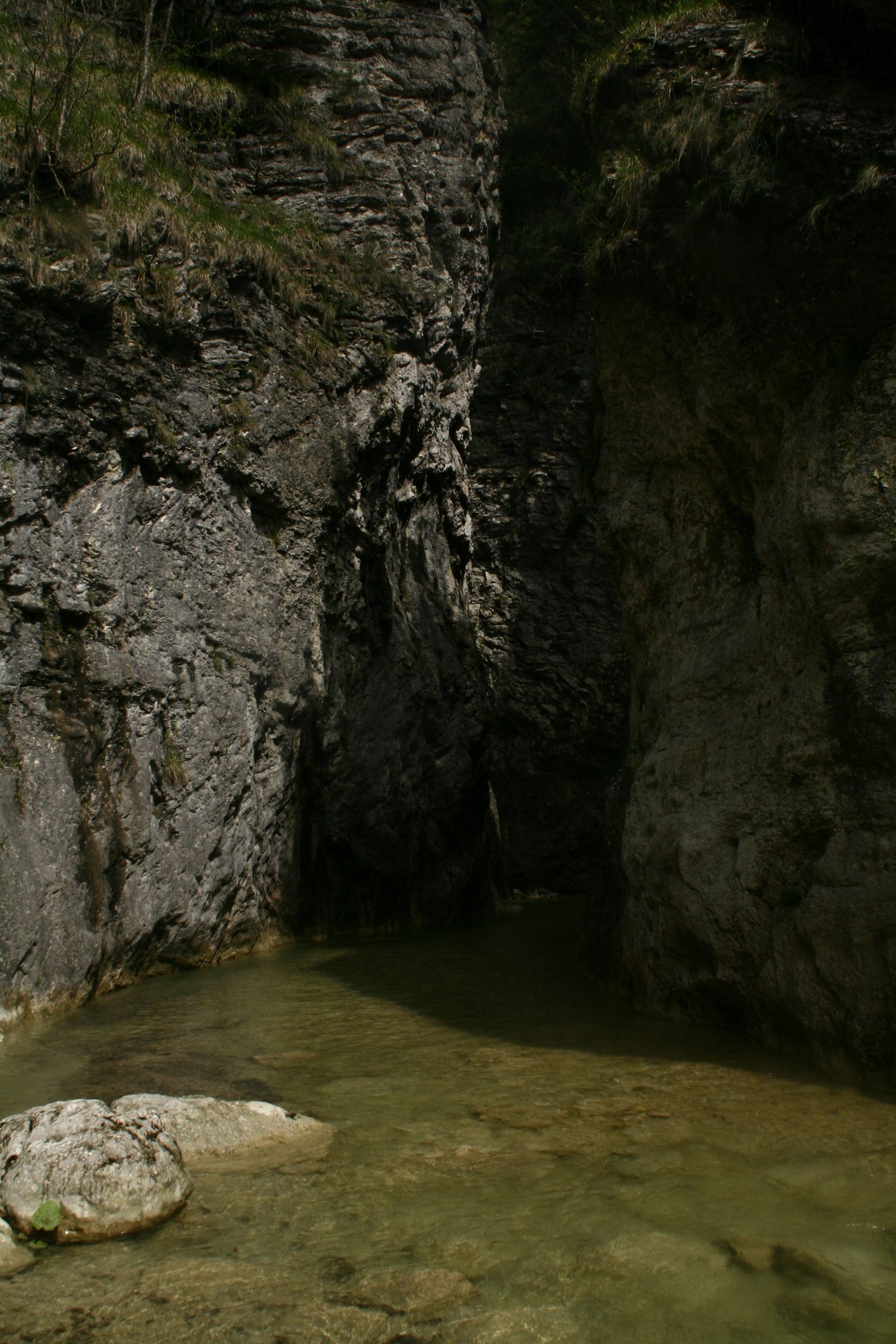
Gole del Salinello
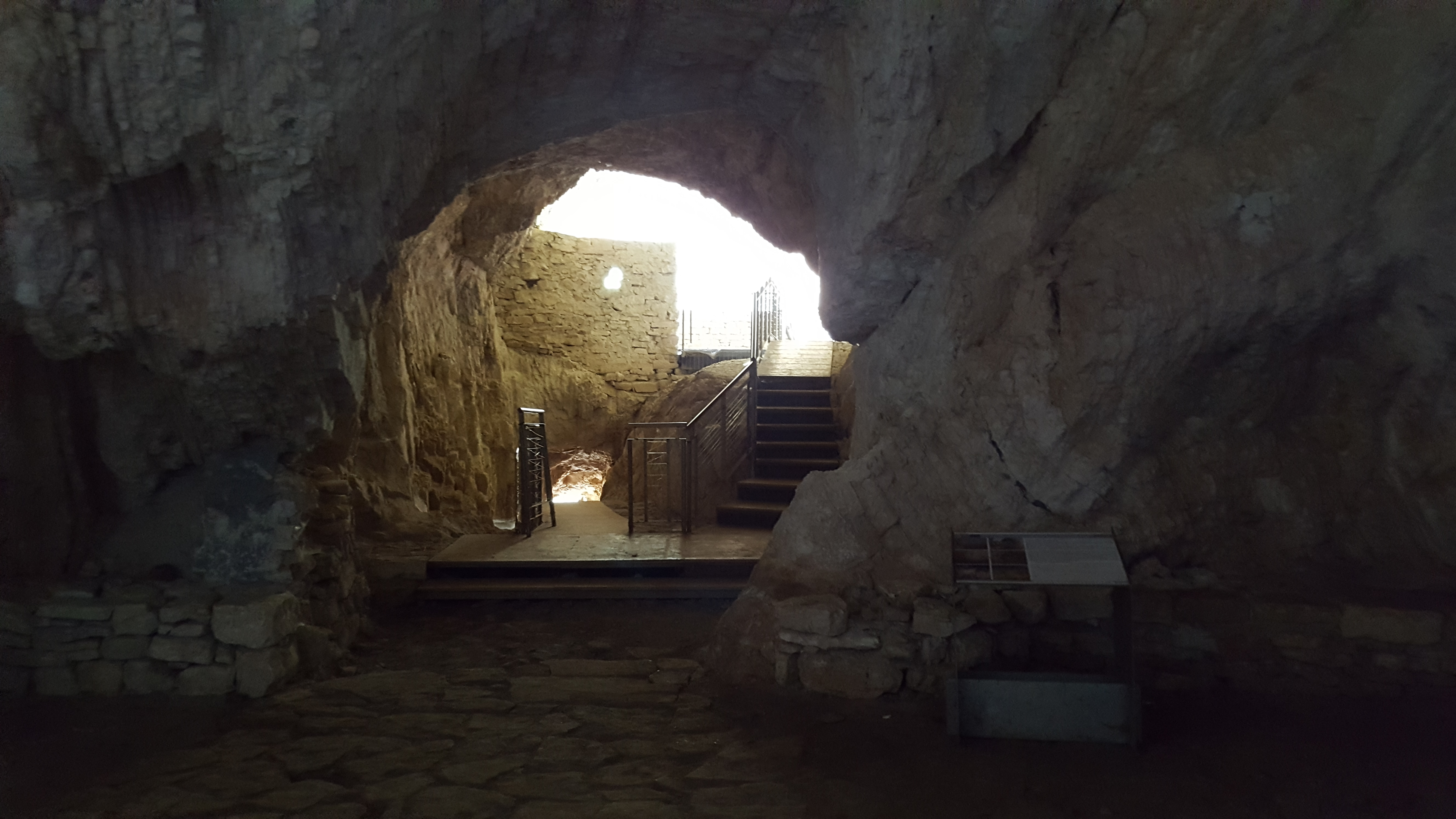
Percorso guidato
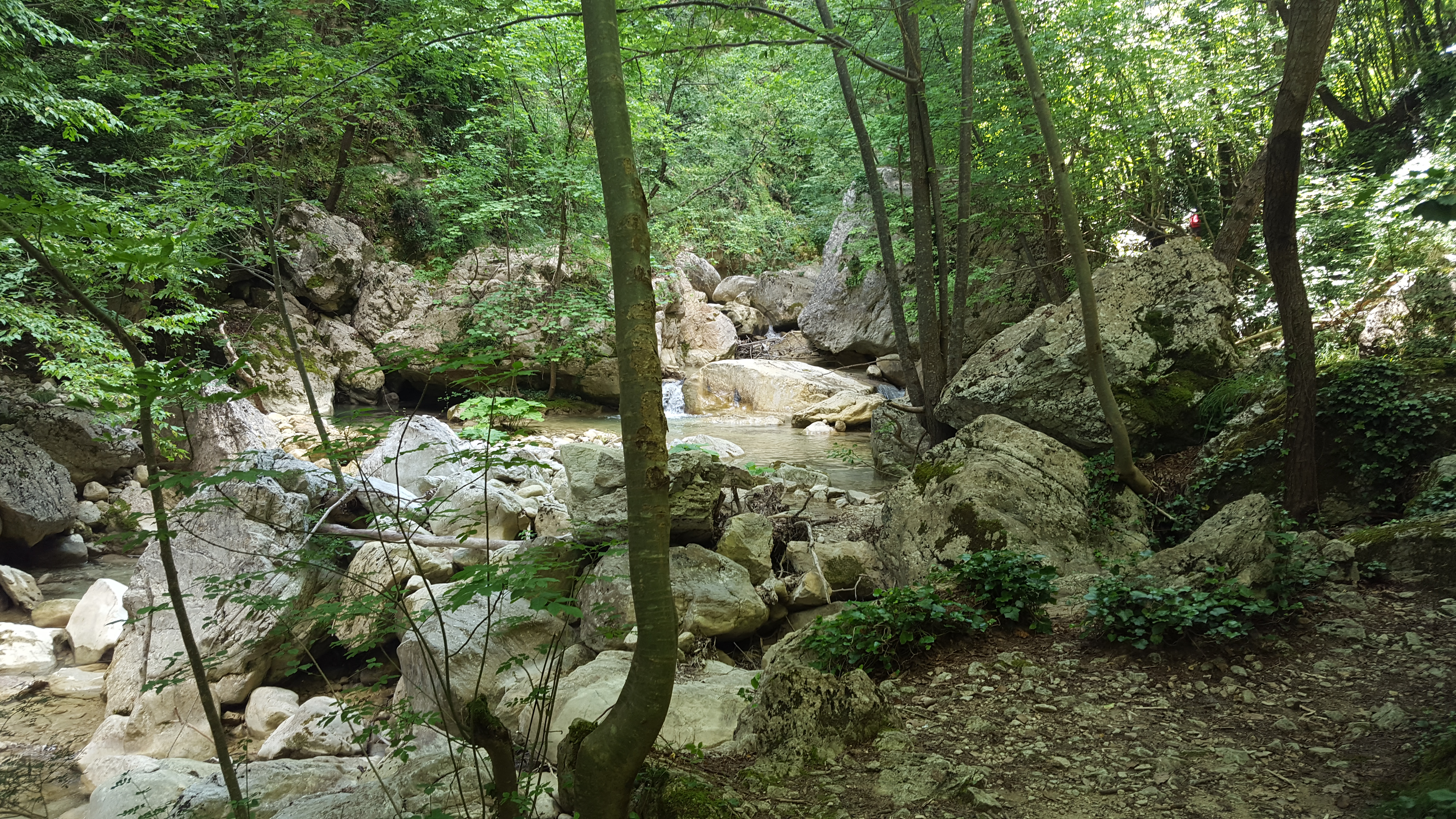
Le gole nella parte alta